# (474001) 2016 FN35
(474001) 2016 FN35 es un asteroide perteneciente al cinturón de asteroides, descubierto el 7 de enero de 2005 por el equipo del Spacewatch desde el Observatorio Nacional de Kitt Peak, Arizona, Estados Unidos.

## Designación y nombre
Designado provisionalmente como 2016 FN35.

## Características orbitales
2016 FN35 está situado a una distancia media del Sol de 3,017 ua, pudiendo alejarse hasta 3,714 ua y acercarse hasta 2,319 ua. Su excentricidad es 0,231 y la inclinación orbital 2,732 grados. Emplea 1914 días en completar una órbita alrededor del Sol.

## Características físicas
La magnitud absoluta de 2016 FN35 es 16,946.